# Babati
Babati – miasto i dytrykt w Tanzanii, w regionie Manyara. Według spisu w 2002 liczyło 30 975 mieszkańców, zaś cały dystrykt 303 013 osób.